# Athis, Marne

Athis este o comună în departamentul Marne, Franța. În 2009 avea o populație de 822 de locuitori.